# Аджапуа, Тото Тарашевич
Тото Тарашевич Аджапуа (23 марта 1939, Отап, Очамчирский район, Абхазская АССР — 2 января 2023) — советский и абхазский композитор, академик Международной академии духовного единства народов мира.
«Заслуженный деятель искусств Республики Абхазской АССР», «Народный артист Республики Абхазия». Член Союза композиторов СССР, экс-заместитель председателя Союза композиторов и директор музыкального фонда Республики Абхазия.

## Биография
Тото Аджапуа — сын известного в Абхазии долгожителя Тараша Аджапуа, мать — из рода Багателия.
С детства любил музыку, к профессиональным занятиям музыкой он приступил довольно поздно. В студенческие годы сочинил свою первую песню «Санду» на слова поэта Б. Гургулия.
В 1964 году, окончив одновременно институт и училище, поступает на вокальное отделение Тбилисской Государственной консерватории. Ученик оперного певца и педагога, народного артиста СССР П. Амиранашвили.
Проучившись два года у Петра Амиранашвили, Тото Аджапуа перешёл к другому педагогу — профессору Дмитрию Шведову, автору первой абхазской оперы «Аламыс».
Консерваторию по классу вокала Аджапуа закончил в 1969 году и получил второй вузовский диплом. Вернувшись в Абхазию, Тото более двух лет работал солистом Абхазской госфилармонии. Одновременно преподавал вокал в Сухумском музыкальном училище.
В 1969—1971 стажёр-солист Тбилисского театра оперы и балета.
В 1970 году Тото Аджапуа впервые исполнил ведущую партию Киазо в оперном спектакле «Даиси» 3. Палиашвили. Затем его приглашают поработать над созданием более сложного образа Жоржа Жермона в опере «Травиата» Джузеппе Верди.
В 1971 году солист Абхазской государственной филармонии.
1971—1992 — солист, дирижёр Государственной хоровой капеллы республики Абхазии.
В 1971 году поступает на композиторское отделение Тбилисской консерватории. Здесь его педагогом по классу композиции был Заслуженный деятель искусств Грузии и Абхазии А. В. Шаверзашвили.
Дипломной работой стали две кантаты: «Певец земли абхазской» на слова Д. Гулия и В. Амаршана и «Думы о Родине» по мотивам романа Б. Шинкубы «Последний из ушедших».
С 1978 года — член Союза композиторов СССР.
В 1992 году в Гудауту организовал с сыном Олегом при Министерстве обороны Абхазии военный ансамбль под названием «Аиааира».
Ансамбль часто выступал в окопах непосредственно перед бойцами абхазской армии.
В 1994 году становится директором детской музыкальной школы № 3.
Являлся Почётным директором Сухумской школы искусств, заведующим вокальным и композиторским отделениями, ответственным за концертную деятельность.
Президент благотворительного фонда поддержки абхазской музыки «Тото Аджапуа».
Скончался 2 января 2023 года.

## Новоафонская пещера
Являлся организатором концертов в Ново-Афонской пещере, пущенной в эксплуатацию в 70-е годы XX века. 
«Однажды ночью меня осенило — показывать концерты капеллы внутри пещеры»
Тото вместе с руководителем и дирижёром капеллы В. Судаковым обратился к министру культуры А. Аргун. Втроем они поедут в пещеру, выберут площадку, споют в пещере, проверят звучание песни.
О данном месте исполнении начнут писать в СССР и во многих странах мира. Так, японская газета «Асахи» поместила большую статью об Абхазии, в частности, о капелле и её чудесных песнях, звучащих под землей. Гвоздем программы Государственной хоровой капеллы республики Абхазии на протяжении нескольких лет являлись песни «О ранении» и «Абхазская свадебная», которые исполнял Тото Аджапуа.

## Основные произведения
Песни: «Пою тебе, Абхазия», «Апсны», «Апацха», «Где бы ни был абхаз», "Батальон «Горец», «Не пройдет», «Сестры наши» и многие другие.
Автор более 600 произведений. Он пишет инструментальную музыку, произведения для детей, но особенно привлекают композитора кантатно-ораториальный и песенный жанры. Среди его произведений кантаты «Великая Абхазская стена», «Абрыскьал», «Ефрем Эшба», «Уарбану?», хореографическая сюита «Нартаа», соната для флейты и фортепиано, восемь вариаций для фортепиано, «Абхазские литургические песнопения», кантаты «Члоу», «Отап», «Кто ты?», «Думы о Родине», «Абхазская шуточная» для симфонического оркестра. Им создано более 80 фортепианных пьес для учащихся музыкальных школ.
В 1988 году им были написаны 62 песни, посвящённые каждой букве абхазского алфавита.
Постановка хореографической сюиты «Нартаа» в исполнении Госансамбля «Шаратын» была показана как в Абхазии, так и в таких странах, как Венгрия, Индия, Шри-Ланка, Швеция, Франция, Норвегия, Финляндия, Алжир, Тунис, Марокко и др.

## Награды
За заслуги в развитии музыкального искусства Абхазии Указом Президиума Верховного Совета Абхазии Тото Аджапуа в 80-е годы XX века присваивается почётное звание «Заслуженный деятель искусств Абхазской АССР».
Народный артист Абхазии.
Постановлением Совета Министров Абхазии в 1992 году ему присуждена Государственная премия Абхазии имени Д. И. Гулия.
Медаль «Во славу Отечества» РФ.
Медаль «Славный воин» Минобороны РА.
Международный золотой орден «Сердце отдаю детям» фестиваля «Красота и доброта спасут мир» (Москва — 2016).
Лауреат премии «Летопись войны» (1993).
Обладатель золотой медали и лауреат Международного конкурса «Нальчик — подкова счастья».
Указом Президента Республики Абхазия в сентябре 1998 года композитор награждён орденом Леона «за особую храбрость, самоотверженность и героизм, проявленные при защите Республики Абхазия».
Орден «Ахьдз-Апша» III степени (2005).

## Фильмография
- 1974 — Белый башлык
- 1972 — Синие зайцы, или Музыкальное путешествие

## Память
Имя носит Сухумская школа искусств